# سی‌کرافت
سی‌کرافت (به انگلیسی: Seacroft) یک حومه شهر در بریتانیا است که در یورک‌شر غربی واقع شده‌است. سی‌کرافت ۱۴٬۲۴۶ نفر جمعیت دارد.